# 中华人民共和国铁道部
中华人民共和国铁道部，是已撤销的中华人民共和国国务院主管铁路运输的组成部门。
2013年3月14日，根据第十二届全国人民代表大会第一次会议审议通过的《国务院关于提请审议国务院机构改革和职能转变方案》的议案，为了实行铁路政企分开，铁道部被撤销。其行政职责被划入交通运输部及其下辖的新组建的国家铁路局，其企业职责被划入新组建的中国铁路总公司。

## 历史
铁道部是中华人民共和国政府成立最早的部门之一；1949年10月1日，根据9月27日中国人民政治协商会议第一届全体会议通过的《中华人民共和国中央人民政府组织法》第十八条的规定，设置中央人民政府铁道部。1951年2月中共中央发出《关于加强铁道政治部工作的指示》，决定铁路系统自上而下的建立政治部。
1954年9月，第一届全国人民代表大会第一次会议在北京召开，会议通过了《中华人民共和国宪法》和《中华人民共和国国务院组织法》，成立中华人民共和国国务院。根据国务院《关于设立、调整中央和地方国家机关及有关事项的通知》，中央人民政府铁道部即告结束。国务院按照《国务院组织法》的规定，将原中央人民政府铁道部改为中华人民共和国铁道部，成为国务院组成部门。
1958年8月1日至1961年11月，实施下放地方，省部共管、“工管合一”的体制改革，施工单位按照处级为单位归属铁路局管辖。
文化大革命期間铁路事业受到重创。为保障运输，中共中央和国务院于1967年实行军事管制。任命苏静为军管会主持工作。他挺了5个月后，再派副主任杨杰接手，但仍未能阻挡“文革”勢力对铁路的破壞。后期，铁道部曾与原交通部、邮电部合并成立交通部。1975年恢复独立建制后，一直延续至2013年第十二届全国人大第一次会议召开劃入新設交通運輸部。历任铁道部长后晋升为党和国家领导人的，也不在少数，如万里、吕正操、段君毅、丁关根、韩杼滨等人。
2008年3月，第十一届全国人民代表大会第一次会议上，决定成立新的交通运输部。曾有建议，将铁道部归入新设的部门，以减少机构的重叠设置。但是，铁道部副部长陆东福解释说，“铁路对中国有着包括国土开发、国防建设、维护国家民族统一的作用；而保留铁道部，则是从国家战略的需要考虑的”。
2013年3月10日，根据第十二届全国人民代表大会第一次会议审议通过的《国务院关于提请审议国务院机构改革和职能转变方案》的议案，国务院将实行铁路政企分开，将铁道部拟定铁路发展规划和政策的行政职责划入交通运输部；组建国家铁路局，由交通运输部管理，承担铁道部的其他行政职责；组建中国铁路总公司，承担铁道部的企业职责；不再保留铁道部。

## 职责
根据《铁道部职能配置、内设机构和人员编制规定》，铁道部承担下列职能：
1. 拟定铁路行业发展战略、方针、政策和法规，制定国家铁路统一的规章制度并监督执行；
2. 拟定铁路行业的发展规划，编制国家铁路各项年度计划并组织指导实施；
3. 负责铁路建设的行业管理，组织管理大中型铁路建设项目的有关工作；
4. 拟定铁路行业的技术政策、标准和管理法规，组织重大新技术、新产品的研究和成果鉴定；
5. 推动和指导铁路改革；任免铁路企业和铁道部直属单位主要领导干部；
6. 负责国家铁路财务工作，安排使用全路建设基金和资金，管理国家铁路事业经费；
7. 统一管理全国铁路调度指挥工作，监督、检查全行业安全生产和路风建设；
8. 管理国家铁路外事和对外经济合作交流工作；
9. 负责国家铁路系统党的建设和思想政治工作，管理职工队伍建设等。

## 机构设置
根据《铁道部职能配置、内设机构和人员编制规定》，铁道部设置下列机构：

### 内设机构
- 办公厅（政治部办公室）
  - 部长办公室（铁道部应急管理办公室）
  - 综合处
  - 秘书处
  - 政治工作处
  - 文书处
  - 机要处
  - 信访处
  - 财务处
- 政策法规司
  - 行政许可处
- 政治部宣传部
  - 宣传处
  - 理论（综合）处
  - 新闻处
  - 政研处
- 发展计划司
  - 综合处（战备办）
  - 长期规划处
  - 基建计划处
  - 技改计划处
  - 装备计划处
  - 合资及地方铁路处
  - 节能环保处（部节能办、部环保办）
- 财务司
  - 综合财务处
  - 运价收入稽查处
  - 运营财务处
  - 基建财务处
  - 国有资本监管处
- 科学技术司
  - 综合处
  - 装备技术处
  - 运输电务处
  - 基础技术处
  - 技术监督处
- 人事司（政治部组织部）
  - 综合处
  - 干部处
  - 机关处
  - 技培处
  - 人才办
  - 组织处
  - 监督处
- 劳动和卫生司
  - 编制处
  - 综合处
  - 劳动组织处
  - 劳动工资处
  - 医政处
  - 防疫处
- 建设管理司
  - 综合处
  - 工程管理处
  - 建设管理处　
  - 技术标准处
- 国际合作司（港澳台办公室）
  - 综合经济处
  - 交流合作处  　
  - 联运铁组处
- 安全监察司  　
  - 综合处
  - 行车安全处
  - 劳动安全处
  - 驻各地区特派员办事处
- 运输局（运输指挥中心）
  - 综合部
  - 装备部
  - 基础部
  - 调度部
  - 营运部
  - 车辆部
  - 运力资源策划部
  - 传运处
- 审计中心
  - 运输审计处
  - 综合处
  - 基建审计处
  - 工业事业审计处
- 中共铁道部纪律检查委员会、监察部驻铁道部监察局（合署办公）
  - 办公室
  - 案件检查室
  - 案件审理室
  - 执法监察室
  - 路风监察室
- 全国铁道团委
  - 宣传部
- 直属机关党委
  - 直属机关工会
  - 办公室
  - 组织部
  - 宣传部
  - 直属机关纪委
- 离退休干部局
  - 办公室
  - 组织宣传处
  - 生活保健处
  - 政策指导处
  - 老协秘书处
  - 活动中心
  - 委托管理处
  - 老干部服务处
  - 老年大学
  - 各工作站
- 中华全国铁路总工会
  - 生产宣传部
  - 体育部
  - 组织部
  - 办公室
  - 保障和女工工作部
  - 财务部

### 历史上存在过的主要内设机构
- 铁道部视察室
- 铁道部商务局：1958年之前设立。类似于运输局
- 铁道部新建铁路工程总局：1950年3月成立。1958年合并为铁道部基本建设总局
- 铁道部设计总局：1950年3月成立。1958年合并为铁道部基本建设总局
- 铁道部基本建设总局：1958年成立。1989年7月1日组建为中国铁路工程总公司。2003年5月起隶属国务院国资委管理。2007年9月，整体重组创立中国中铁股份有限公司
- 1958年铁道部机车车辆工厂管理总局-->1966年改组为铁道部工厂总局-->1975年铁道部工业局-->1978年1月1日铁道部工业总局-->1986年2月7日铁道部机车车辆工业总公司--->1989年9月1日中国铁路机车车辆工业总公司
- 东北铁路办事处：1985年10月22日《国务院办公厅关于撤销东北铁路办事处的复函》，批复铁道部1985年8月23日（85）铁劳人字913号文，同意撤销东北铁路办事处。

### 直属企业单位
铁路局、直属铁路公司
撤消前，铁道部直属的铁路局和铁路公司共有18个，以下按中国铁路系统的传统排序：
1. 哈尔滨铁路局
2. 沈阳铁路局
3. 北京铁路局
4. 太原铁路局
5. 呼和浩特铁路局
6. 郑州铁路局
7. 武汉铁路局
8. 西安铁路局
9. 济南铁路局
10. 上海铁路局
11. 南昌铁路局
12. 广州铁路（集团）公司
13. 南宁铁路局
14. 成都铁路局
15. 昆明铁路局
16. 兰州铁路局
17. 乌鲁木齐铁路局
18. 青藏铁路公司

其他直属企业
- 中铁快运股份有限公司
- 中铁集装箱运输有限责任公司
- 中铁特货运输有限责任公司
- 中国铁道科学研究院
- 中国铁路建设投资公司
- 铁道第三勘察设计院集团有限公司

### 直属事业单位
- 铁道部统计中心
- 铁道部党校
- 铁道部资金金清算中心
- 铁道部经济规划研究院
- 铁道部审计中心
- 铁道部工程设计鉴定中心
- 铁道部工程质量安全监督总站
- 中国铁道出版社
- 铁道部工程管理中心
- 人民铁道报社
- 铁道部信息技术中心
- 铁道影视音像中心
- 铁道部多种经营发展中心
- 铁道部机关服务中心
- 铁道部利用外资和引进技术中心
- 中国铁道博物馆
- 铁道部人才服务中心
- 铁道部文工团
- 铁道部档案史志中心
- 铁道战备舟桥处
- 铁道部专运处
- 中国火车头体育工作队

## 历任部长
| 肖像 姓名 | 籍贯         | 在任时期       | 前后最高职务                                              |
| --------- | ------------ | -------------- | --------------------------------------------------------- |
| 滕代远    | 湖南麻阳     | 1949年－1965年 | 中国人民政治协商会议全国委员会副主席                      |
| 吕正操    | 辽宁海城     | 1965年－1970年 | 中国人民政治协商会议全国委员会副主席                      |
| 万里      | 山东东平     | 1975年－1976年 | 中国共产党中央政治局委員 全国人民代表大会常务委员会委员长 |
| 段君毅    | 河南范县     | 1976年－1978年 | 中国共产党中央顾问委员会常务委员会委员                    |
| 郭维城    | 辽宁义县     | 1978年－1981年 |                                                           |
| 刘建章    | 河北景县     | 1981年－1982年 | 中国共产党中央纪律检查委员会常务委员会委员                |
| 陈璞如    | 山东博兴     | 1982年－1985年 |                                                           |
| 丁关根    | 江苏无锡     | 1985年－1988年 | 中国共产党中央政治局委员 中国共产党中央书记处书记         |
| 李森茂    | 天津宁河     | 1988年－1993年 |                                                           |
| 韩杼滨    | 黑龙江哈尔滨 | 1993年－1998年 | 最高人民检察院检察长 中国共产党中央纪律检查委员会副书记   |
| 傅志寰    | 辽宁海城     | 1998年－2003年 | 全国人民代表大会财政经济委员会主任委员                    |
| 刘志军    | 湖北鄂州     | 2003年－2011年 |                                                           |
| 盛光祖    | 江苏江宁     | 2011年－2013年 | 全国人民代表大会财政经济委员会副主任委员                  |

## 铁道基层组织
铁路车站：
- 车务段：负责铁路列车运营，是各车站的领导机构。
- 机务段：主要负责铁路机车的运用、维护和保养等。
- 工务段：负责线路设备（包括路基、轨枕、轨道、道岔及其附属设备）的维护。
- 电务段：负责铁路信号、铁路通信、道岔设置、调试、应用、工作等。
- 车辆段：主要负责所属铁路局配属的铁路车辆的管理，小规模检修，整备等。
- 動車段：負責大規模、大範圍、各等級（一級至五級）動車組檢修工作，主要作為客運專線的動車檢修基地，
- 客運段：主要负责旅客列车工作人员的管理工作。
- 供電段：主要负责电气化铁路的牵引供电、铁路运输信号供电、铁路地区的电力供应、电力设备的检修与保养等工作。
- 通信段。

## 争议
在2011年甬台温铁路列车追尾事故发生後，铁道部在事故中的调查和处理方法备受社会质疑及谴责，要求撤销铁道部的呼声再次出现。2012年6月16日發行的第574期《經濟觀察報》以記者溫淑萍編採的頭版專文《籌組三大集團 鐵道部政企分開》公開铁道部即将被分拆的“方案”；翌日鐵道部矢口否認，並對其謠言可能造成的後果保留依法追究責任的權利。该報在下期（2012年6月25日發行）頭版刊登「道歉啟事」，並予責任編輯胡家源留社察看一年、記者溫淑萍除名的處分。
2013年4月28日，中国经济网报道指，截至2012年年末，原铁道部辖下的总资产为44,877亿元，负债27,925亿元，资产负债率为62.2%，税后利润则为1.96亿元。